# Kyon, Burkina Faso
Kyon là một tổng thuộc  tỉnh Sangguié ở miền trung Burkina Faso. Thủ phủ là thị xã Kyon.

## Các thị xã và làng xã
Essapoun, Nagarpoulou, Po, Poa và Zilivelé.